# Siyanda Mohutsiwa
Siyanda Mohutsiwa, née le 3 mars 1993, est une  auteure du Botswana et une conférencière reconnue internationalement. Elle a créé aussi le hashtag #IfAfricaWasABar qui a été un phénomène viral en 2015. Elle se décrit comme une panafricaniste. Elle est également connue sur Twitter sous le nom de Siyanda-Panda. 

## Biographie
Katlo Siyanda Mohutsiwa est née en 1993 dans le Swaziland. Sa mère en est originaire et a déménagé au Botswana, avec son père. Sa langue initiale est le Swati. Au Botswana, Mohutsiwa perd l'opportunité de parler Swati au profit du Tswana.
Elle commence à écrire à l'âge de cinq ans et à douze ans, rédige une tribune dans un quotidien national. À l'âge de seize ans, elle se consacre à l'écriture d'un blog, s'intéressant à des questions telles que la conscience noire, l'économie du développement, le féminisme, et le pan-africanisme. Ce blog est remarqué et cité par plusieurs médias, y compris la BBC. Elle effectue des études en mathématiques à l'Université du Botswana jusqu'en 2016.
Elle écrit pour le Mail & Guardian. Elle continue également à se manifester sur les réseaux sociaux, engage des dialogues sur Twitter et y devient une voix bien connue. En janvier 2014, elle initie le hashtag satirique #africannationsinhighschool, qui est repris plus de 50 000 fois.
Le 27 juillet 2015, Mohutsiwa poste une question à partir de son compte Twitter personnel (où elle est connue sous le nom de Siyanda-Panda : « Si l’Afrique était un bar, que ferait et boirait ton pays ? »,. La question amuse, est rapidement transformée en un hashtag, et des réponses surgissent de tout le continent, via le tag #IfAfricaWasABar,,,. Le hashtag est utilisé plus de 61 000 fois. Quand on lui demande ce qui a inspiré son envoi initial, elle répond : « Je voulais simplement lancer un thème, comme je l’ai déjà fait sur Twitter afin que les Africains puissent parler de leurs pays de manière légère. Mais si Internet, qui représente l’endroit où les Africains peuvent discuter librement de leur futur, peut être le nouveau panafricanisme : alors, pourquoi pas ! ». 
Comme conférencière, elle anime en particulier des  conférences TED intitulées « Is Africa's Future Online? », en novembre 2015, et d'autres intitulées «How young Africans found a voice on Twitter» en février 2016.  Outre ces conférences TED, elle intervient dans des événements tels que la 21e Conférence Internationale sur le SIDA tenue à Durban, en Afrique du Sud. Elle se décrit comme une panafricaniste.
Pour elle, internet peut changer la façon dont les gens dialoguent, faciliter un regard critique sur les stéréotypes, les gouvernements, les politiques, et l'identité africaine. Elle est persuadée que la voix des Africains pèsera de plus en plus lourd sur internet. Les échanges qu'elle a initiés, bien que caractérisés par une certaine autodérision, ont été cités par des médias internationaux tels que The Indépendent, BuzzFeed, Variety et d'autres,,,.